# Dieta di San Germano
La Dieta di San Germano (Cassino), convocata nel luglio 1225, sancì l'impegno solenne di Federico II di Svevia, nei confronti di papa Onorio III a promuovere e guidare una crociata in Terrasanta entro il 15 agosto 1227. Alla Dieta partecipò l'imperatore in persona, accompagnato da suoi fiduciari, tra i quali Rainaldo di Urslingen, duca di Spoleto, alcuni prelati e nobili del Regno di Sicilia e alcuni principi tedeschi. Il papa era invece rappresentato dai suoi legati, il domenicano Guala de Roniis (lo stesso che cinque anni più tardi, nel 1230, avrebbe portato a termine la Pace di San Germano) e il benedettino Pelagio d'Albano.

## Precedenti: Trattato di Ferentino (1223)

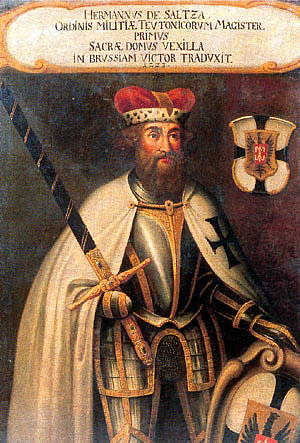
Ermanno di Salza, artefice diplomatico della Dieta del 1225

In quello stesso anno, il 1225, era venuto a scadere il precedentemente impegno, intervenuto due anni prima a Ferentino, nel marzo 1223, quando Federico II aveva promesso di dar corso alla crociata entro due anni. Federico II, infatti, aveva dato in quegli anni priorità politica al riordino del regno di Sicilia, disertando l'impegno preso. D'altro canto, aveva un forte interesse a ottenere una sostanziosa proroga, in modo da poter affrontare la gestione del governo in Germania e la definizione dei rapporti con le città dell'Italia settentrionale. 
L'accordo del 1225 fu il frutto dell'opera di mediazione del cavaliere teutonico Ermanno di Salza, fedelissimo a Federico II ma stimatissimo anche negli ambienti papali. I termini scaturiti dalla mediazione venivano incontro alle aspettative dell'imperatore, con una dilazione di ulteriori due anni, ma in cambio del differimento, Onorio III ottenne diverse concessioni, che l'imperatore sancì con giuramento solenne sul Vangelo, cerimonia che si tenne nella chiesa di San Germano, il 25 luglio 1225:
- accettazione della scomunica in caso di inadempienza al giuramento
- l'impegno a guidare e mantenere a proprie spese, per due anni, mille cavalieri in terrasanta
- l'impegno ad armare cinquanta galee con cui sbarcare in Oriente altri 2 000 cavalieri, ciascuno munito di equipaggiamento e del proprio séguito;
- l'impegno a garantire il patto con il versamento della somma di 100 000 once d'oro, da corrispondere in quattro rate a Ermanno di Salza che ne avrebbe curato la custodia insieme al patriarca latino di Gerusalemme e al Re di Gerusalemme (allora Giovanni di Brienne): la somma sarebbe tornata a Federico all'atto della partenza, mentre in caso contrario sarebbe stata incamerata dalla Chiesa.

## Sesta crociata

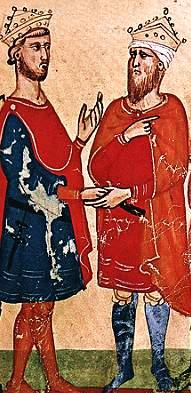
Federico incontra il sultano ayyubide al-Malik al-Kamil, nella sesta crociata

Come noto, Federico II non rispettò la scadenza del patto. La crociata da lui diretta (la Sesta crociata) partì solo nel 1228, troppo tardi per salvarlo dalla scomunica che Gregorio IX, succeduto al più malleabile Onorio III, gli comminò nel 1227, incurante delle giustificazioni addotte (una pestilenza che aveva colpito l'esercito imperiale dopo partenza in mare).
La sesta crociata (detta degli scomunicati), pur priva dell'appoggio del papa, si concluse con un successo, ottenuto su un piano squisitamente diplomatico, senza spargimento di sangue. Questo fece infuriare ancor di più Gregorio IX, con il quale la pace fu siglata nel 1230, con il trattato di San Germano.

## Fonti
- Cristina Carbonetti Vendittelli, «San Germano, Dieta di (1225)», Enciclopedia Federiciana, Vol. II, Istituto dell'Enciclopedia Italiana Treccani
- Hubert Houben, Federico II. Imperatore, uomo, mito, il Mulino, 2009 ISBN 978-88-15-13338-0
- Giosuè Musca, Crociata, Enciclopedia Federiciana, Istituto dell'Enciclopedia Italiana Treccani
- Wolfgang Stürner, Federico II re di Gerusalemme, sulla base di una relazione a un convegno, ora in Giosuè Musca, Atti delle XIV giornate normanno-sveve del 17-20 ottobre 2000, Edizioni Dedalo, 2002
- Cristina Carbonetti Vendittelli, «Pace di San Germano (1230)», Enciclopedia Federiciana, Vol. II, Istituto dell'Enciclopedia Italiana Treccani